# فاطما ایلدریم
فاطما ایلدریم (انگلیسی: Fatma Yıldırım؛ زادهٔ ۳ ژانویهٔ ۱۹۹۰) بازیکن والیبال اهل ترکیه است.
از باشگاه‌هایی که در آن بازی کرده‌است می‌توان به باشگاه والیبال هالک بانک اشاره کرد.